# Horváth Krisztofer
Horváth Krisztofer György (Hévíz, 2002. január 8. –) magyar válogatott labdarúgó, az Újpest játékosa.

## Pályafutása

### Klubcsapatokban
Pályafutását Hévízen kezdte, majd 2013-ban került a Zalaegerszegi TE csapatához, ahol a 2013-2014-es szezonban tizennégy mérkőzésen tízszer volt eredményes az U14-es korosztályos csapatban. 2015 januárjában nyirokmirigydaganatot diagnosztizáltak nála. Betegségéből felépülve a 2017–2018-as szezonban mutatkozott be a ZTE felnőtt csapatában a másodosztályban, a 2018–2019-es szezonban pedig tizennégy alkalommal kapott játéklehetőséget az őszi szezonban, és egy gólt szerzett. 2019 januárjában az olasz élvonalban szereplő SPAL érdeklődött iránta. A ferrarai klub végül az idény végéig kölcsönvette a fiatal csatárt a magyar klubtól, Horváth pedig a SPAL Primavera-csapatában kapott szerepet. 2020 nyarán az olasz csapat érvényesítette vásárlási opcióját, és végleg szerződtette a ZTE játékosát. 2020. július 26-án, a bajnokság 36. fordulójában bemutatkozhatott a Serie A-ban, amikor a Torino elleni bajnokin csereként állt be a 84. percben, csakúgy mint a következő fordulóban, amikor a SPAL 3–0-ra kikapott a Verona otthonában. A SPAL a szezon végén kiesett a Serie A-ból, a bajnokság utolsó fordulójában Horváth fél órát játszott csereként a Fiorentina ellen 3–1-re elveszített mérkőzésen. 2020. szeptember 25-én az élvonalbeli Torino csapatához igazolt. Tétmérkőzésen november végén mutatkozott be új csapatában, a Virtus Entella ellen 2–0-ra megnyert Olasz Kupa-mérkőzésen. A szezon során a Torino a Primavera-csapatában számított a játékára.

#### Szeged-Csanád
2021. szeptember 2-án a magyar másodosztályban szereplő Szeged-Csanád Grosics Akadémia egy évre kölcsönvette az olasz csapattól.

#### Debreceni VSC
2022. augusztus 10-én jelentették be, hogy a Debrecen csapata szerződtette.  A csapat színeiben hét első osztályú bajnokin lépett pályára, a magyar kupában két mérkőzésen egy gólt szerzett. 2023 január elején bejelentették, hogy közös megegyezéssel megszüntették a kölcsönszerződést.

#### Kecskemét
2023 januárjától kölcsönben a Kecskemét csapatában folytatta a pályafutását. Február 18-án szerezte első gólját az NB I-ben, a Ferencváros elleni 1–1-re végződő mérkőzésen. A tavaszi szezonban tizenöt bajnokin hatszor volt eredményes a bajnokságot végül újoncként a második helyen záró Kecskemét színeiben. 2023 nyarán szerződést hosszabbított a Torinóval, amely újabb egy szezonra kölcsönadta a KTE-nek.

#### Újpest
2024. augusztus 29-én az Újpest megvásárolta Horváth játékjogát a Torinótól.

### A válogatottban
Többszörös magyar korosztályos válogatott.
2023. augusztus 29-én meghívót kapott Marco Rossi szövetségi kapitánytól a Szerbia elleni Európa-bajnoki selejtezőre, és a Csehország elleni barátságos mérkőzésre készülő felnőtt válogatott keretébe. Utóbbi mérkőzésen csereként beállva mutatkozott be címeres mezben, ezzel pedig ő lett a Kecskemét második válogatott labdarúgója, Tököli Attila után.

## Statisztika

### A válogatottban
| Magyarország | Magyarország | Magyarország |
| Év           | Mérk.        | Gólok        |
| ------------ | ------------ | ------------ |
| 2023         | 2            | 0            |
| Összesen     | 2            | 0            |

### Mérkőzései a válogatottban
| Magyarország | Magyarország         | Magyarország           | Magyarország | Magyarország | Magyarország | Magyarország | Magyarország | Magyarország |
| #            | Dátum                | Helyszín               | Hazai        | Eredmény     | Vendég       | Kiírás       | Gólok        | Esemény      |
| ------------ | -------------------- | ---------------------- | ------------ | ------------ | ------------ | ------------ | ------------ | ------------ |
| 1.           | 2023. szeptember 10. | Budapest, Puskás Aréna | Magyarország | 1 – 1        | Csehország   | barátságos   | -            | 72'          |
| 2.           | 2023. november 19.   | Budapest, Puskás Aréna | Magyarország | 3 – 1        | Montenegró   | Eb-selejtező | -            | 64'          |
|              | Összesen             |                        |              | 2            | mérkőzés     |              | 0            | gól          |

## Sikerei, díjai
Kecskemét
- Magyar labdarúgó-bajnokság ezüstérmes: 2022–23[21]